# Kees Mercks
Kees Mercks (1944) is een Nederlands wetenschappelijk medewerker aan de Universiteit van Amsterdam, alwaar hij Tsjechische en Slavische letterkunde doceert.
Hij maakte veel indruk met zijn vertalingen van onder meer Ludvík Vaculík, Josef Škvorecký, Ivan Klíma, Václav Havel en Bohumil Hrabal.
Kees Mercks is onderscheiden met de Aleida Schot-prijs en de Martinus Nijhoff-prijs.